# Pociąg do Wielkopolski

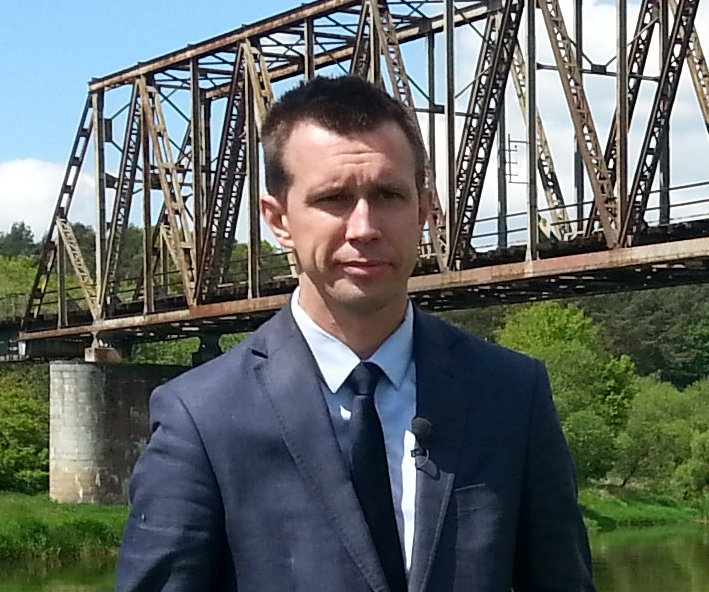
Bartłomiej Pomianowski – autor i prezenter programu

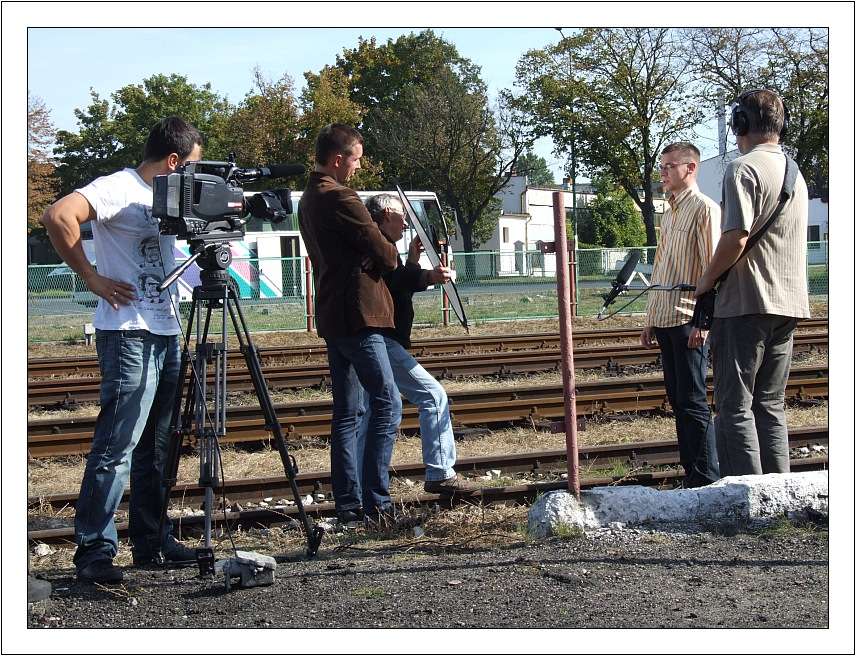
Ekipa Pociągu do Wielkopolski podczas nagrywania programu

Pociąg do Wielkopolski – polski magazyn kolejowy, emitowany w latach 2010-2012 oraz ponownie od maja 2013 roku przez TVP3 Poznań. Program emitowany jest co dwa tygodnie, w poniedziałki, pierwotnie o godzinie 18:10, a w roku 2020 o 17:40. Od samego początku autorem i prezenterem programu jest dziennikarz TVP3 Poznań – Bartłomiej Pomianowski.

## Charakterystyka
Program traktuje o taborze i infrastrukturze kolejowej na terenie województwa wielkopolskiego. Przybliża historię stacji, lokomotywowni, linii kolejowych oraz pojazdów eksploatowanych na wielkopolskich torach.
Premiera magazynu miała miejsce 30 sierpnia 2010 roku o godzinie 18:15 na antenie TVP Poznań. W trakcie pierwszego sezonu wyemitowano siedem 12-minutowych odcinków. W kolejnych latach powstały dwie kolejne serie programu. W sumie do lipca 2012 roku powstało 29 odcinków. 
W maju 2011 roku powstał specjalny odcinek programu z Budapesztu. Ekipa gościła też we włoskiej fabryce ALSTOM w Savigliano, gdzie powstał felieton o pociągach Pendolino produkowanych dla PKP Intercity. 
Czwartą serię programu zainaugurowano 20 maja 2013 roku.
W 2012 roku, za reportaż o zakupie przez Urząd Marszałkowski Województwa Wielkopolskiego 22 EZT typu Pesa Elf, Pociąg do Wielkopolski otrzymał pierwszą nagrodę w konkursie dziennikarskim Dobra informacja – efekt dotacja.

## Lista odcinków magazynu
Źródło
| Seria I   | Seria I | Seria II | Seria II |
| Odcinek   | Tematy | Odcinek  | Tematy |
| --------- | --- | -------- | --- |
| 1. (1.)   | - Wyścig pociągu z samochodem - Kolej aglomeracyjna w Poznaniu - Tabor w Wielkopolsce                                                              | 1. (8.)  | - Zmagania z zimą 2010 na kolei |
| 2. (2.)   | - Historia dworców kolejowych w Poznaniu - Organizacja przewozów osobowych w Wielkopolsce - Centrum Sterowania Ruchem w Poznaniu                   | 2. (9.)  | - Podpisanie umowy na zakup 22 Elfów - Zakaz palenia na dworcu - Plany remontowe linii Poznań – Wągrowiec - Reaktywacja połączenia Wągrowiec – Rogoźno                   |
| 3. (3.)   | - Plany połączenia kolejowego z lotniskiem Ławica - Przetarg na kupno nowych pociągów dla Wielkopolski - System informacji na dworcu Poznań Główny | 3. (10.) | - Dewastacje taboru - Spółka Koleje Wielkopolskie - Parowóz Ok1-359 |
| 4. (4.)   | - Historia Parowozowni Wolsztyn - Wolsztyńskie parowozy - Maszyniści parowozów                                                                     | 4. (11.) | - Pierwszy etap remontu linii 357, Poznań – Wolsztyn na odcinku Luboń – Grodzisk Wlkp. - Nowy dworzec kolejowy w Poznaniu, czy powstanie do EURO 2012? - Parowóz Pt47-65 |
| 5. (5.)   | - Integracja kolei z komunikacją miejską w Poznaniu - Jak, gdzie i jaki najlepiej kupić bilet - HCP Poznań – historia zakładu                      | 5. (12.) | - Plan utworzenia spółki Parowozownia Wolsztyn - Remont Dworca Letniego w Poznaniu - Parowóz Ol49                                                                        |
| 6. (6.)   | - Zatrzymaj się i żyj! - Zawód maszynista - Targi modelarskie HOBBY 2011                                                                           | 6. (13.) | - Parowozownia Gniezno - Jak przewieźć rower pociągiem? - Parowóz Ok22-31                                                                                                |
| 7. (7.)   | - Grupa torów odstawczych dziura toruńska - Plan wprowadzenia opłaty dworcowej - Naprawa parowozów w lokomotywowni Leszno                          | 7. (14.) | - Kolejka Parkowa Maltanka - Stacja rozrządowa Poznań Franowo - Parowóz TKt48-143.                                                                                       |
|           | | 8. (15.) | - Parada Parowozów w Wolsztynie 2011 |
| 9. (16.)  | - Odcinek specjalny z Budapesztu. Koleje węgierskie - Firma TriGranit budująca dworzec w Poznaniu - Park Historii Kolei                            |          | |
| 10. (17.) | - Podsumowanie dotychczasowych odcinków. Program od kuchni                                                                                         |          | |

| Seria III | Seria III | Seria IV | Seria IV |
| Odcinek   | Tematy | Odcinek  | Tematy |
| --------- | --- | -------- | --- |
| 1. (18.)  | - Katastrofa kolejowa we Wronkach - Otwarcie wyremontowanego Dworca Letniego - Parowóz Ty51                     | 1. (24.) | - Parada parowozów w Wolsztynie 2012 |
| 2. (19.)  | - Flota Wielkopolski - Towarzystwo Przyjaciół Wolsztyńskiej Parowozowni - Pm36-2                                | 2. (25.) | - Pesa Bydgoszcz. Fabryka, która wyprodukuje Elfy dla Wielkopolski - Ostatnie dni przed otwarciem nowego dworca Poznań Główny - Pociągiem z premierem, z Poznania do Wrocławia - Lokomotywy na EURO 2012 w barwach narodowych drużyn |
| 3. (20.)  | - Linia Wolsztyn – Nowa Sól - Ustawiacze i maszyniści manewrowi na Poznaniu Głównym - Grodziska Kolej Drezynowa | 3. (26.) | - Produkcja Elfów dla Wielkopolski - Jarociński węzeł kolejowy - Symulacja wypadku na przejeździe kolejowo-drogowym |
| 4. (21.)  | - Średzka Kolej Powiatowa - Praca rewidentów - Parowóz Ty2 - Targi modelarskie Hobby 2012                       | 4. (27.) | - Przygotowania na przyjazd pierwszych Elfów do Wielkopolski - Newag, czyli kolejne wcielenie EN57 - Parowóz TKi3-87 - Najpiękniejsza lokomotywa EURO 2012                                                                           |
| 5. (22.)  | - Linia Szamotuły – Międzychód - Remont linii Poznań – Wągrowiec - Parowóz Tr5-65                               | 5. (28.) | - Fabryka Pojazdów Szynowych w Poznaniu - Ustawa o transporcie zbiorowym - Gnieźnieńska Kolej Wąskotorowa |
| 6. (23.)  | - Pilski węzeł kolejowy - Interlok Piła - Pilski Okrąglak                                                       | 6. (29.) | - Plany naprawcze wolsztyńskich parowozów - Produkcja Pendolino dla PKP Intercity we włoskim Savigliano - Druga katastrofa kolejowa we Wronkach                                                                                      |

| Seria V   | Seria V | Seria VI  | Seria VI |
| Odcinek   | Tematy | Odcinek   | Tematy |
| --------- | --- | --------- | --- |
| 1. (30.)  | - Parada parowozów w Wolsztynie 2013 - Modernizacja wagonów dla PKP InterCity w HCP Cegielski - Widowisko Światło, Dźwięk i Para                                             | 1. (40.)  | - Lokomotywownia Leszno - Wielkopolskie ELFY w komplecie - Kradzieże na torach                                                                                  |
| 2. (31.)  | - Modernizacja linii E59, Poznań – Wrocław - Dworce na sprzedaż - Słowacki parowóz ALBATROS - Noc Muzeów na dworcu Poznań Główny                                             | 2. (41.)  | - Ostatni planowy pociąg prowadzony parowozem - Linia Rokietnica – Międzychód - ST43, czyli Rumun                                                               |
| 3. (32.)  | - Wąskotorówka w Białośliwiu - Dostawy węgla koleją do elektrociepłowni Karolin - Ocena ELFA przez pasażerów - Pod parą do Powidza                                           | 3. (42.)  | - Szopa Przewozów Regionalnych w Krzyżu - Parowozownia Wolsztyn instytucją kultury - Prekursor autobusów szynowych, czyli SN80                                  |
| 4. (33.)  | - Jak odczytywać numery czeskich parowozów? - ELFY na linii do Gniezna - Parowóz Ty45-359 - Blues Express 2013                                                               | 4. (43.)  | - Historia, czar, sentyment czyli XXI Parada Parowozów w Wolsztynie - Zegar na dworcu w Puszczykowie znowu sprawny - XXI Parada Parowozów w Wolsztynie – pokaz! |
| 5. (34.)  | - Międzychodzki węzeł kolejowy - Krośnicka Kolej Wąskotorowa - TurKol – Turystyka Kolejowa - Przegląd kina kolejowego w Poznaniu                                             | 5. (44.)  | - Krzyż, czyli najstarszy węzeł kolejowy w Wielkopolsce - Drugie życie starych dworców kolejowych - Parowozy w Czechach                                         |
| 6. (35.)  | - Plan remontu linii Poznań – Piła - Lokomotywy Škoda E163 w barwach Przewozów Regionalnych - Pożegnanie średzkiego parowozu Px48 - Remont dworca w Jarocinie                | 6. (45.)  | - Fabryka Wagon w Ostrowie Wielkopolskim - Pożegnanie z trakcją parową w Środzie Wielkopolskiej - ST44, czyli Gagarin                                           |
| 7. (36.)  | - Hala serwisowa Przewozów Regionalnych w Lesznie - Parowóz Ty3-2 - Drugi etap remontu linii 357, Poznań – Wolsztyn na odcinku Grodzisk Wlkp. – Drzymałowo                   | 7. (46.)  | - Ostrowski węzeł kolejowy - Poznańska kolej aglomeracyjna - Historia upadku i odrodzenia Ty42-24                                                               |
| 8. (37.)  | - Budowa terminala kontenerowego na poznańskim Franowie - Lokomotywa EU07 - Szkoły kolejowe – historia i przyszłość - Symulacja katastrofy kolejowej w Słomowie koło Wrześni | 8. (47.)  | - Ekrany dźwiękochłonne na stacji w Puszczykowie - Wakacje bez parowozów - Stonka na torach, czyli SM42                                                         |
| 9. (38.)  | - Lokomotywownia Poznań Franowo - Targi modelarskie HOBBY 2013 - Pożegnanie starego dworca kolejowego w Poznaniu - Wizyta Pendolino w Koninie                                | 9. (48.)  | - Most Dębiński na poznańskiej Starołęce - Połączenie Poznań – Frankfurt n. Odrą - Gnieźnieński parowóz Px48 na sprzedaż                                        |
| 10. (39.) | - Nowy dworzec Poznań Główny - Lokomotywa ET22 - Linia kolejowa Poznań – Szczecin - Dworzec kolejowy we Wronkach po remoncie                                                 | 10. (49.) | - Baza Kolei Wielkopolskich w Zbąszynku - Wielkie sprzątanie dworców - 200 mln euro na kolej w Wielkopolsce - Parowóz MINOR w Reykjavíku                        |

| Seria VII | Seria VII |
| Odcinek   | Tematy |
| --------- | --- |
| 1. (50.)  | - Renesans połączenia Poznań – Wągrowiec - Woltur wyjeżdża na tory! - Drezyną na Osową Górę                                                          |
| 2. (51.)  | - Linki w Kolejach Wielkopolskich - Rozbiórka linii Wolsztyn – Sulechów - Lokomotywa SU45                                                            |
| 3. (52.)  | - Nowy plan transportowy dla Wielkopolski - Rewizje wagonów w Krzyżu - Defibrylatory w pociągach Kolei Wielkopolskich                                |
| 4. (53.)  | - STOP dzikim przejściom! - Połączenie Krzyż – Piła zostaje! - Symulator EN57 - XXII Parada Parowozów w Wolsztynie                                   |
| 5. (54.)  | - Historia kolei we Wronkach - Powrót pleszewskiej wąskotorówki - Lokomotywa SP32                                                                    |
| 6. (55.)  | - Naprawa Ol49-59 - Przejazd kolejowo-drogowy na żądanie - Tokarnia podtorowa w Lesznie                                                              |
| 7. (56.)  | - Transport parowozu Ty51-183 do Poznania - Koniec Inter Regio - Kolejowa kolekcja Jacka Kowalskiego                                                 |
| 8. (57.)  | - Samochody na pociągi. VW Poznań - Zmodernizowane wagony Intercity - Stacja Bzowo - Goraj i linia do Piły przez Czarnków                            |
| 9. (58.)  | - Bezpański most w Stobnicy - Modernizacja linii Poznań - Piła - Spotkanie po latach, Zbigniew Dzielędziak i parowóz                                 |
| 10. (59.) | - Instytucja Kultury w Wolsztynie i naprawa Tr5-65 - Nowy - stary dworzec w Poznaniu - Modernizacje lokomotyw elektrycznych w Ostrowie Wielkopolskim |
| 11. (60.) | - Maszynista – bohater - Instytucja kultury Parowozownia Wolsztyn staje się faktem - Legendarna linia Ostbahn                                        |